# AMG-1920
AMG-1920 é uma rodovia brasileira do estado de Minas Gerais,  localizada no município de São Sebastião da Bela Vista, que liga a BR-381 à sede do município. A rodovia tem 4 km de extensão.